# Benno Magnusson
Benno Magnusson (Ålem, 2 febbraio 1953) è un ex calciatore svedese, di ruolo centrocampista.

## Carriera
Con la Nazionale svedese ha preso parte ai Mondiali 1974.

## Palmarès

### Club

#### Competizioni nazionali
- Campionato svedese: 2

Åtvidabergs: 1972, 1973
- Coppa di Svezia: 1

Kalmar: 1981

#### Competizioni internazionali
- Coppa Piano Karl Rappan: 1

Herta Berlino: 1976